# Pogonatum rutteri
Pogonatum rutteri là một loài Rêu trong họ Polytrichaceae. Loài này được (Thér. & Dixon) Dixon miêu tả khoa học đầu tiên năm 1941.